# 斯特凡妮·格拉夫
斯特凡妮·格拉夫（德語：Stephanie Graf，1973年4月26日—），奥地利女子田径运动员，主攻中跑。她曾代表奥地利参加2000年夏季奥林匹克运动会田径比赛，获得女子800米银牌。